# Wismut-Werkbahn
Die Wismut-Werkbahn ist eine Anschlussbahn, die den Bahnhof Erzbunker mit dem Bahnhof Kayna in Kraasa nahe der ehemaligen Bahnstrecke Meuselwitz–Ronneburg verbindet. Die wichtigste Strecke Seelingstädt–Paitzdorf wurde in Etappen ab Ende der 1950er Jahre erbaut. Die Anschlussbahn wurde ab 1961 zunächst von der Deutschen Reichsbahn (DR) betrieben bis 1963 der Transportbetrieb der Wismut AG den Betrieb übernahm. Dieser wurde von Wismut GmbH bis zum Verkauf Anfang 2014 fortgeführt. Seither wird der Betrieb von der Starkenberger Baustoffwerke GmbH (SBW) durchgeführt.

## Organisation
Mit dem Anschlussbahnvertrag vom Oktober 1961 wurde die DR zur Betriebsführung verpflichtet, während die Wismut Mieten, Pachten und andere Entgelte bezahlte. Im Eigentum der Wismut befanden sich lediglich die Endbahnhöfe Schmirchau und Erzbunker mitsamt Nebengleisen, die Anschlussbahn Gauern–Culmitzsch und die Anschlüsse zum Schacht 375 und später auch zum Schacht 374.:19 Den eigenen Rangierdienst führte die Wismut zunächst mit angemieteten Lokomotiven der Deutschen Reichsbahn durch. Die Anschlussbahn-Bereiche in Schmirchau unterstanden der Wismut-Direktionsstelle mit dem Tarnnamen Objekt 90 in Gera. Durch Trennung von Bahn- und Umschlagbetrieb entstanden zum 1. Januar 1963 die eigenständigen Abteilungen Anschlußbahn und Entladung.:21, 83 Ab 1966 wurden eigene Fahrzeuge beschafft, zunächst sechs V 60 und 1967 dann zwei Dampfloks der Baureihe 58. Nach der Auflösung vom Objekt 90 am 31. Dezember 1969 wurde die Anschlussbahn dem Bergbaubetrieb Schmirchau zugeordnet. 1974 wurde die bis dahin selbstständige Anschlussbahn des Aufbereitungsbetriebs (AB 102) in Seelingstädt direkt der Anschlussbahn des Bergbaubetriebs Schmirchau zugeordnet.:34, 83 Die ab 1975 entstandenen Teile nördlich von Raitzhain befanden sich mit Ausnahme der Reichsbahn-Strecke Raitzhain–Großenstein im Eigentum der Wismut. Am 1. Januar 1985 ging die Anschlussbahn im Transportbetrieb Ronneburg auf. Ende 1990 firmierte die Anschlussbahn unter der Sparte Logistik, Transportbetrieb Ronneburg, Produktionsbereich Anschlußbahn und ab Januar 1991 unter Niederlassung Eisenbahntransport.:69
Zum 1. März 2014 wurde der Bahnbetrieb der Wismut GmbH, der Ende 2014 eingestellt werden sollte, einschließlich Personal und Fahrzeuge an die Starkenberger Baustoffwerke GmbH (SBW) verkauft, die die Anschlussbahn weiterbetreibt. Auf dem etwa 50 Kilometer langen Streckennetz werden jährlich etwa 500.000 Tonnen Sand befördert. Ausgehend vom Sandtagebau in Kayna werden Sandzüge nach Schmirchau  und Seelingstädt sowie zunehmend zu anderen Großbaustellen in Deutschland gefahren.

## Strecken
Im Laufe der Zeit wurden durch die Wismut verschiedene Strecken betrieben:
- Bf Teichwolframsdorf–Tagebau Sorge-Settendorf/Katzendorf-Trünzig: 1953 bis 1965
- Bf Gauern–Tagebau Gauern: 1955 bis 1956
- Bf Gauern–Tagebau Culmitzsch: 1957 bis 1967
- Seelingstädt–Schmirchau ab 1957
- Schmirchau–Paitzdorf ab 1968 (nur noch nach Raitzhain in Betrieb)
- Raitzhain–Beerwalde 1975 bis 1997
- Raitzhain–Sandtagebau Kayna ab 1976/77
- Beerwalde–Löbichau 1979 bis 1997
- Beerwalde–Drosen 1981 bis 1994

Noch bis zum Jahr 2012 findet eine Sanierung des ehemaligen Uran-Bergbaugebietes statt, und vorwiegend Sandzüge befahren bis dahin die Strecke Erzbunker–Kayna.

## Fahrzeuge

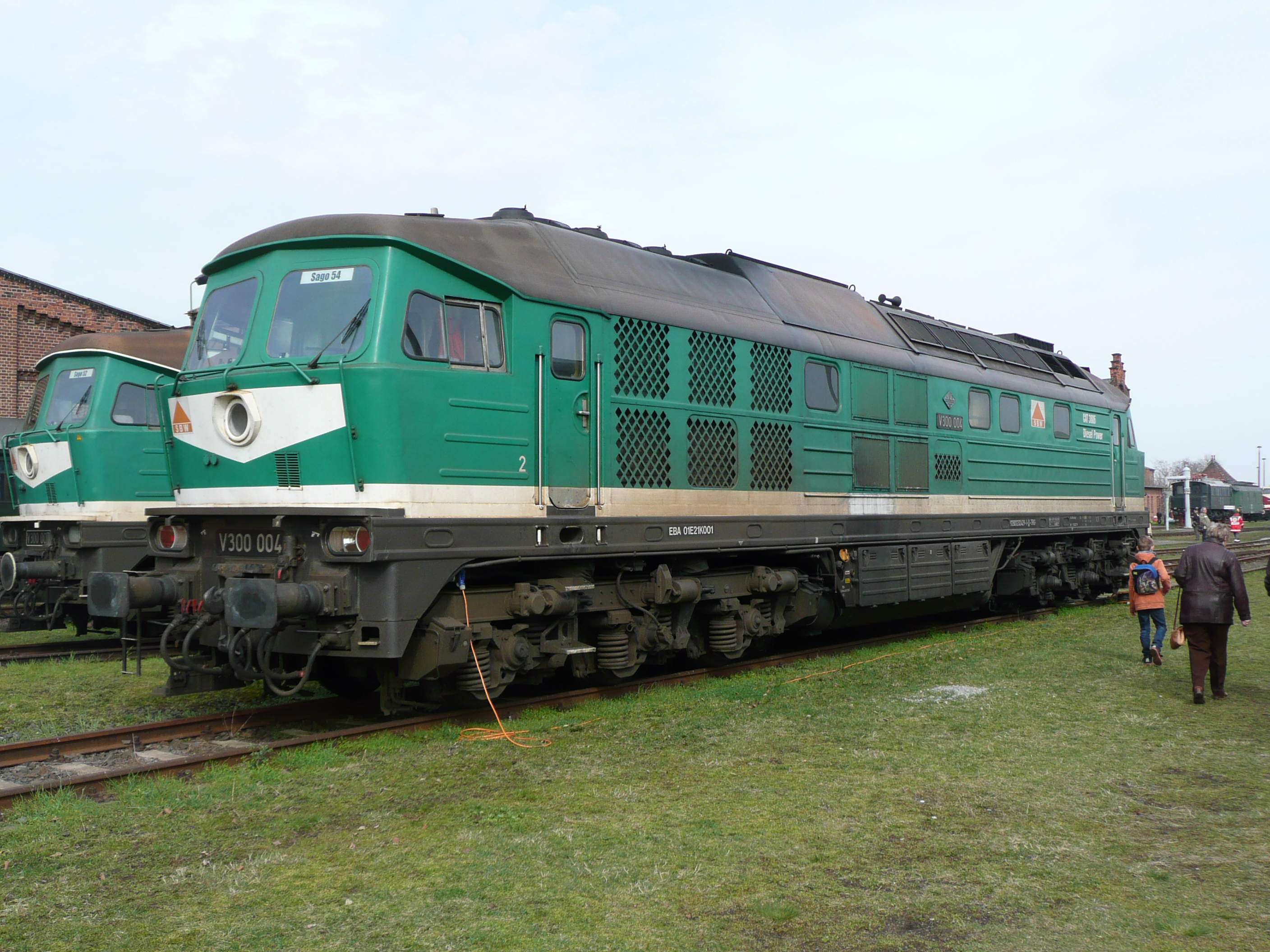
Die erhaltene V 300.04 im Traditionsbetriebswerk Staßfurt

Für den schweren Erz- und Sandtransport wurden ab Ende 1971 mehrere eigene Streckendieselloks der DR-Baureihe V 200 beschafft, von denen die Wismut 1987 14 Stück besaß. Im Rangierdienst auf den Werkbahnhöfen wurde die DR-Baureihe V 60 eingesetzt, für die die Statistik 1987 ebenfalls 14 Stück nennt.:64 1983 wurde mit dem Bau werkseigener Elektroschleppfahrzeuge (ESF) begonnen, die über einen Elektromotor mit Schleppkabel verfügten und durch ihre gedrungene Bauart auch unter flache Erzverladerampen fahren konnten. Zwei dieser Fahrzeuge versahen ihren Dienst im AB 102, eines in Schmirchau und eines in Beerwalde, das allerdings durch ein fünftes ESF mit stärkerem Antrieb ersetzt wurde.:59 Neben eigenen Fahrzeugen kamen auch weiterhin Fahrzeuge der Deutschen Reichsbahn im Anschlussbahnbereich zum Einsatz. Die letzte Dampflok, die 50 2652 vom Bahnbetriebswerk Werdau, verkehrte am 20. Oktober 1978.:47
1997 beschaffte die Wismut-Werkbahn zwei remotorisierte Lokomotiven der Baureihe 232 und reihte sie als V 300 001 und 002 ein. 1999 kam eine dritte Maschine als V 300 003 hinzu.
Bis 2001 wurden noch zwei Stück angeschafft und es gab dann insgesamt fünf V 300, von 001 bis 005.